# Keikó japán császár
Keikó császár (景行天皇, Keikō-tennō) a legenda szerint a tizenkettedik japán császár volt. Uralkodásának idejét hagyományosan a 71 és 130 közötti időre teszik. Ótarasihikósirovake no Szumeramikoto néven is ismert volt.

## Élete
A történészek legendás császárként tekintenek Keikóra, ugyanis meglehetősen kevés információ áll rendelkezésre. Nincs elegendő anyag további igazolásra és tanulmányokra. A 29. császár, Kinmei császár (509–571) uralkodása az első, amelyhez kortárs történetírásunk hozzá tud rendelni igazolható időpontot, habár a korai uralkodók hagyományosan elfogadott dátuma és nevei nem lettek megerősítve Kanmu császár uralkodásáig (737–806), a Jamató-dinasztia 50. uralkodójáig. A Keikó-tennó nevet később generációk adták neki halála után.

Legendája a Kodzsikiban és a Nihonsokiban lett feljegyezve, de az elmondások róla különböznek a két forrásban. Kodzsiki szerint fiát, Jamatotakerut küldte Kjúsúra, hogy meghódítsa a helyi törzseket. Nihonsoki szerint Keikó maga ment oda, és nyert csatákat a helyi törzsek ellen. Mind a két forrás szerint Jamatotakerut küldte Izumo provinciába és a keleti provinciákba, hogy meghódítsa a körzeteket, és terjessze a területüket.
A hagyományos források szerint Jamatotakeru Keikó császár uralkodásának 43. évében halt meg. A halott herceg birtokait összegyűjtötték a Kuszanagi karddal együtt, és az özvegye, emlékezetét egy ereklyetartóba helyezte otthonában. Valamikor később, ezeket az ereklyéket és a szent kardot a jelenlegi helyére, az acutai nagyszentélybe helyezték. A Nihonsoki elmondja, hogy ez Keikó császár uralkodásának 51. évében történt, de a szentély hagyomány is ekkorra helyezi az időpontot, pontosabban Csúai császár uralkodásának első évére. 
Keikó sírjának helye valójában nem ismert. Hagyományosan egy Sintó szentélyben van tisztelve, Narában. 
Az Imperial Household Agency e helyet Keikó-mauzóleumaként jelölte ki. Hivatalos neve Jamanobe no micsi no e no miszaszagi.

## Házastársak és gyermekek
Császárnő(első): Harima no Inabi no Óiracume (播磨稲日大郎姫), Wakatakehiko lánya (若建吉備津日子)
- Kusicunovake herceg (櫛角別王)
- Ószu herceg (大碓皇子), Mugecu no kimi őse (身毛津君)
- Ószu herceg (小碓尊), Csúai császár apja

Császárnő(második): Jaszakairihime (八坂入媛命), Jaszakairihiko lánya (八坂入彦命)
- Vakatarasihiko  (稚足彦尊) Szeimu császár
- Iokiirihiko herceg (五百城入彦皇子)
- Osinovake herceg (忍之別皇子)
- Vakajamatoneko herceg (稚倭根子皇子)
- Ószuvake herceg (大酢別皇子)
- Nunosinohime hercegnő (渟熨斗皇女)
- Iokiirihime hercegnő (五百城入姫皇女)
- Kagojorihime hercegnő (麛依姫皇女)
- Iszakiirihiko herceg (五十狭城入彦皇子), Micukai no Muradzsi őse (御使連)
- Kibinoehiko herceg (吉備兄彦皇子)
- Takagiirihime hercegnő (高城入姫皇女)
- Otohime hercegnő (弟姫皇女)

Mizuhanoiratume (水歯郎媛), Ivacukuvake lánya (磐衝別命), Ivakivake húga (石城別王)
- Ionono hercegnő (五百野皇女) Szaió

Ikavahime (五十河媛)
- Kamukusi herceg (神櫛皇子), Szanuki no Kimi őse (讃岐公), Szakabe no Kimi (酒部公)
- Inaszeirihiko herceg (稲背入彦皇子), Szaeki no Atai őse (佐伯直), Harima no Atai (播磨直)

Abe no Takadahime (阿倍高田媛), Abe no Kogoto lánya (阿倍木事)
- Takekunikorivake herceg (武国凝別皇子)

Himuka no Kaminagaótane (日向髪長大田根)
- Himuka no Szocuhiko herceg (日向襲津彦皇子)

Szonotakehime (襲武媛)
- Kunicsivake herceg (国乳別皇子)
- Kuniszevake herceg (国背別皇子)
- Tojotovake herceg (豊戸別皇子)

Himuka no Mihakasihime (日向御刀媛)
- Tojokunivake herceg (豊国別皇子), Himuka no Kuni no Mijacuko őse (日向国造)

Inabinovakairacume (伊那毘若郎女), Vakatakehiko lánya, Harima no Inabi no Óiracume húga
- Mavaka herceg (真若王)
- Hikohitoóe herceg (彦人大兄命)

Igotohime (五十琴姫命),    Mononobe no Igui lánya (物部胆咋宿禰)
- Igotohiko herceg (五十功彦命)

## Jegyzetek

Japán címere — stilizált krizantém

## Lásd még
- Japán császárainak listája
- Császári kultusz
- Takahasi Udzsibumi

## Fordítás
- Ez a szócikk részben vagy egészben  az   Emperor Keikō című angol Wikipédia-szócikk fordításán alapul.  Az eredeti cikk szerkesztőit annak laptörténete sorolja fel. Ez a jelzés csupán a megfogalmazás eredetét és a szerzői jogokat jelzi, nem szolgál a cikkben szereplő információk forrásmegjelöléseként.